# Yakub Beg II
Yakub Beg II o Yakub Celebi fou emir del Beylik de Germiyan. Va succeir el seu pare Sulayman Shah Beg el 1387. El 1389, aliat a altres emirs, va iniciar la guerra contra el sultà otomà Baiazet I i va intentar recuperar les viles que el seu pare havia cedit vers el 1380. El 1390 Baiazet el va derrotar i el va fer presoner portant-lo a Ipsala i annexionant l'emirat. Va restar presoner fins al 1399 quan es va escapar i disfressat va arribar a Síria i d'allí va anar a trobar a Tamerlà. Va participar en la batalla d'Ankara el juliol de 1402 i va identificar a Baiazet I al camp de batalla. Després de la victòria, Tamerlà li va retornar l'emirat incloent les viles que el seu pare havia cedit als otomans. En la guerra civil per la successió otomana va donar suport al seu nebot (fill de la seva germana) Mehmed II. El 1411 l'emir de Karaman va ocupar l'emirat però el 1414 li fou retornat per Mehmed II que després de derrotar els seus germans va derrotar a Karaman. A la mort de Mehmed II va donar suport al germà de Murat, Kuçuk Mustafà i quan aquest fou derrotat les relacions amb el sultà otomà Murat II van esdevenir tenses breument però després es van fer amics. Ja molt vell i sense hereus el 1428 va deixar l'emirat per testament a Murat II. Va morir el 1429.